# Dudince
Dudince (węg. Gyűgy) – miasto w powiecie Krupina w kraju bańskobystrzyckim, w pobliżu granicy węgierskiej. Miejscowość uzdrowiskowa. Liczba mieszkańców: 1475 (spis ludności 21.05.2011).

## Położenie
Dudince leżą w południowej Słowacji, w dolinie rzeki Štiavnica, na pograniczu dwóch jednostek fizyczno-geograficznych, określanych przez Słowaków jako Krupinská planina i Ipeľska pahorkatina. Położone są 27 km na południowy zachód od Krupiny i 17 km od granicy w Šahach.

## Historia
Tereny miejscowości były zamieszkiwane przez człowieka już w neolicie. Dzięki wykopaliskom archeologicznym stwierdzono istnienie siedlisk słowiańskich, wielkomorawskich oraz z wczesnego średniowiecza (X-XI w.).
Pierwsza wzmianka o miejscowości pochodzi z 1284 roku.